# فهرست نسخه‌های خطی مرکز دایرةالمعارف بزرگ اسلامی
فهرست نسخه‌های خطی مرکز دائرةالمعارف بزرگ اسلامی کتابی از احمد منزوی است که در سال ۱۳۸۴ منتشر و در مراسم کتاب سال جمهوری اسلامی ایران به‌عنوان کتاب برگزیده معرفی شد.